# 玉観彬
玉 観彬（オク・クァンビン、朝鮮語: 옥관빈、? - 1933年8月1日）は、朝鮮の指導者・教育家、韓国の独立運動家、政治家、商人であった。
新民会と105人事件で投獄された後解放された、1919年大韓民国臨時政府に参加したが脱退した。興士團員の他の朝鮮人独立運動者李某の婦人と長期の奸通した。1933年興士團員の李某の婦人と奸通中、嚴亨淳、楊汝舟、呉冕稙など銃擊に殺害された。